# ¡Rock, Rock, Rock!
¡Rock, Rock, Rock! es una película del género musical y dramática  de 1956 concebida, coescrita y coproducida por Milton Subotsky y dirigida por Will Price. La película es un temprano jukebox musical que presenta actuaciones de cantantes de rock and roll de la época, como Chuck Berry, LaVern Baker, Teddy Randazzo, The Moonglows, The Flamingos, y The Teenagers con Frankie Lymon como cantante principal. También aparece el miembro del reparto de West Side Story, David Winters. El famoso disc jockey Alan Freed hizo una aparición como él mismo.
Valerie Harper debutó en una breve aparición como extra sentada en la mesa central durante la actuación de "Ever Since I Can Remember" de Cirino and the Bowties y se la puede ver después de la actuación de Frankie Lymon & the Teenagers.  Este fue también el debut cinematográfico de Frankie Lymon & the Teenagers.
Casi todos los miembros del reparto estaban firmados por una discográfica en ese momento, que se acreditaba junto a cada estrella. En 1984, la película entró en el dominio público en Estados Unidos porque los demandantes no renovaron su registro de derechos de autor en el 28º año tras su publicación. Sin embargo, es posible que los numerosos números musicales de la película tuvieran derechos de autor por separado.

## Sinopsis
La película tiene un argumento bastante sencillo: la adolescente Dori Graham (interpretada por la entonces niña de 13 años Tuesday Weld, con una Connie Francis doblada como voz cantante de Dori) no puede convencer a su padre de que le compre un vestido sin tirantes y tiene que reunir el dinero ella misma a tiempo para el baile de graduación. Jack Collins interpreta al padre frustrado.

## Reparto
| Actor           | Personaje                      |
| --------------- | ------------------------------ |
| Alan Freed      | Él mismo                       |
| Fran Manfred    | Arabella                       |
| Tuesday Weld    | Dori Graham                    |
| Connie Francis  | La voz cantante de Dori        |
| Teddy Randazzo  | Tommy Rogers                   |
| Jacqueline Kerr | Gloria Barker                  |
| Jack Collins    | Sr. Graham, el padre de *Dori  |
| Carol Moss      | Sra. Graham, la madre de *Dori |
| Eleanor Swayne  | Señorita Sedosa                |
| Lester Mack     | Sr. Bimble                     |
| Bert Conway     | Sr. Barker                     |
| Johnny Burnette | Él mismo                       |
| David Winters   | Melville                       |

## Canciones destacadas[4]
| Canción                                 | Intérprete                                                     |
| --------------------------------------- | -------------------------------------------------------------- |
| Rock, Rock, Rock                        | Jimmy Cavallo & His House Rockers                              |
| I Never Had A Sweetheart                | Connie Francis                                                 |
| The Things Your Heart Needs             | Teddy Randazzo                                                 |
| Rock, Pretty Baby                       | Ivy Schulman and the Bowties                                   |
| Rock & Roll Boogie                      | Alan Freed & His Rock & Roll Band con "Big" Al Sears (saxofón) |
| I Knew From The Start                   | The Moonglows                                                  |
| You Can't Catch Me                      | Chuck Berry                                                    |
| Would I Be Crying                       | The Flamingos                                                  |
| The Big Beat                            | Jimmy Cavallo & His House Rockers                              |
| Thanks To You                           | Teddy Randazzo (anunciado como Tommy Rodgers)                  |
| We're Gonna Rock Tonight                | The Three Chuckles con Teddy Randazzo                          |
| Little Blue Wren                        | Connie Francis                                                 |
| Lonesome Train (en una pista solitaria) | Johnny Burnette Trio                                           |
| Over and Over Again                     | The Moonglows                                                  |
| Tra La La                               | LaVern Baker                                                   |
| Ever Since I Can Remember               | Cirino & the Bowties                                           |
| Baby Baby                               | Frankie Lymon & the Teenagers                                  |
| I'm Not a Juvenile Delinquent           | Frankie Lymon and The Teenagers                                |
| Won't You Give Me A Chance              | Teddy Randazzo                                                 |
| Right Now, Right Now                    | Alan Freed & His Rock & Roll Band con "Big" Al Sears (saxofón) |

## Banda sonora
El álbum de la banda sonora, también titulado ¡Rock, Rock, Rock!, fue publicado en diciembre de 1956 por Chess Records, con la etiqueta LP 1425. La compilación de la banda sonora incluía cuatro canciones de cada uno de los tres artistas, Chuck Berry, The Moonglows y The Flamingos. Solamente cuatro canciones del álbum ("Over and Over Again", "I Knew From the Stars", "You Can't Catch Me" y "Would I Be Crying") aparecen realmente en la película.  Se considera que ¡Rock, Rock, Rock! es la primera película de rock and roll que tuvo un álbum de banda sonora.
Las canciones de Connie Francis "I Never Had a Sweetheart" y "Little Blue Wren" aparecieron en la película y también fueron publicadas por MGM Records en 1956 como sencillo de Connie Francis. "Baby, Baby" y "I'm Not a Juvenile Delinquent" de The Teenagers también aparecieron en la película y posteriormente fueron publicadas como sencillo por Gee Records.

## Producción
Esta fue la primera colaboración en un largometraje entre Milton Subotsky y Max Rosenberg.

## Recepción
La película fue un éxito en la taquilla.